# Amine Gülşe Özil
Amine Özil (anhörenⓘ * 30. April 1993 in Göteborg, Schweden als Amine Gülşe) ist eine schwedisch-türkische Schauspielerin, Model und Gewinnerin eines Schönheitswettbewerbs. Sie wurde 2014 Miss World Turkey. Sie nahm am Miss-World-Wettbewerb teil, kam aber nicht unter die Finalisten.

## Leben und Karriere
Amine Özils Mutter stammt aus Izmir, ihr Vater ist ein irakischer Turkmene aus Kirkuk. Özil wurde in Göteborg geboren und ist in Angered aufgewachsen. Sie wohnt in Istanbul und arbeitet dort als Schauspielerin und Model. Sie spielte eine Hauptrolle in der türkischen Fernsehserie Asla Vazgeçmem.
Im Januar 2019 wurde ihre Verlobung mit dem Fußballspieler Mesut Özil bekannt. Die beiden heirateten am 7. Juni 2019 in Istanbul, wobei der türkische Präsident Recep Tayyip Erdogan Trauzeuge war. 2020 wurde das Paar Eltern einer Tochter. Ihre zweite Tochter wurde im September 2022 geboren.

## Filmografie
Filme
- 2022: Bir Türk Masalı

Serien
- 2014: Medcezir
- 2015–2016: Asla Vazgeçmem
- 2017: İkisini de Sevdim